# Expo 2000
L'Expo 2000 (ufficialmente (EN)  The 2000 Hanover's World Exposition, (FR)  Exposition Universelle Hanovre 2000) è stata organizzata ad Hannover  Germania dal 1º giugno al 31 ottobre 2000. Il tema scelto per la Expo fu Humankind, Nature, Technology (Umanità, Natura, Tecnologia) ed aveva come sottotitolo Energetic and space economy (Economia dell'energia e dello spazio). L'Esposizione universale di Hannover fu la prima a cui venne concesso dal BIE l'utilizzo intensivo di strutture preesistenti, quelle della fiera della città; su un'area di 160 ettari hanno presentato i propri padiglioni 155 Paesi partecipanti; i visitatori totali sono stati 18 milioni.

## Sito

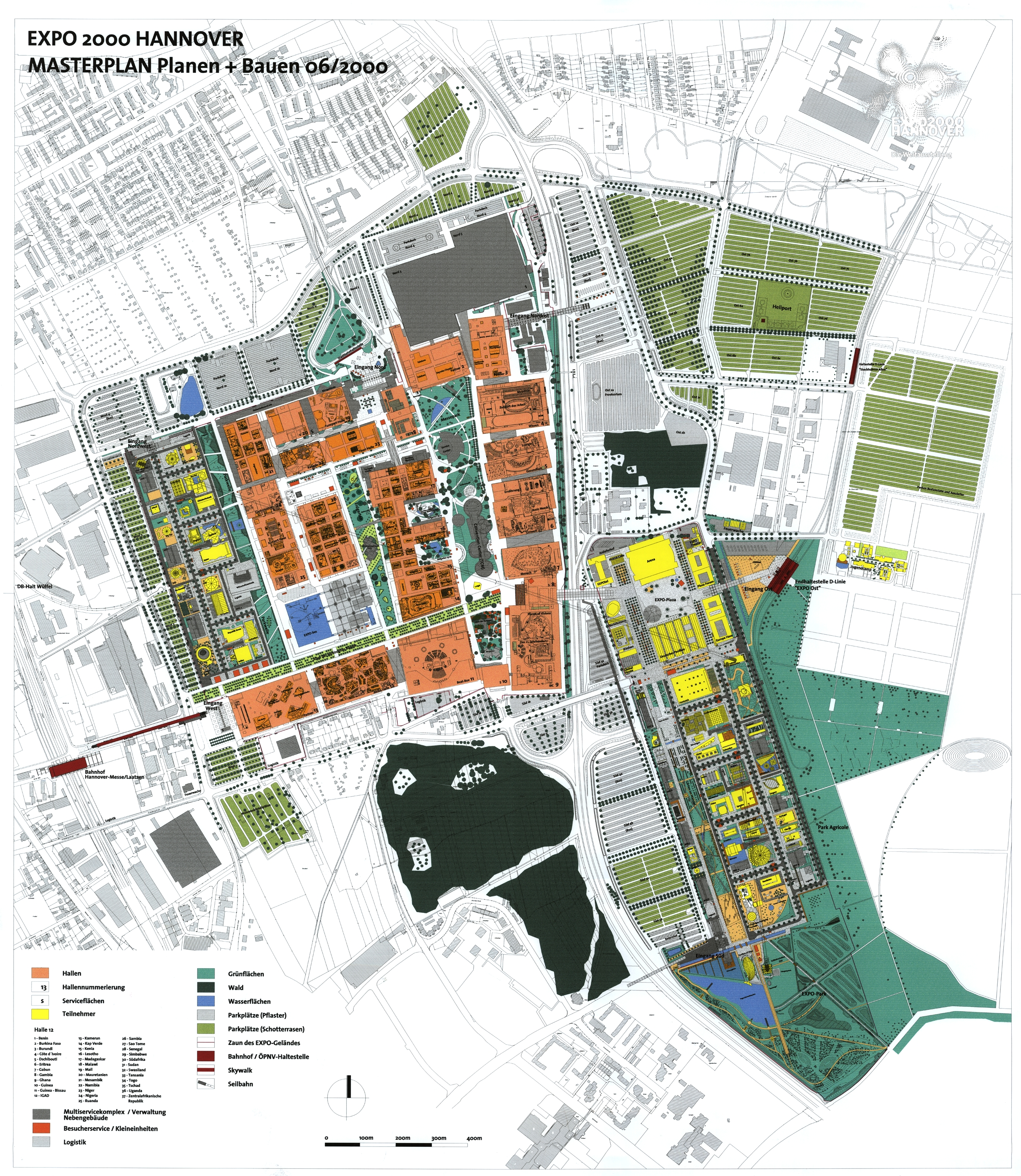
Planimetria del sito espositivo

Nel 1992, gli architetti dello Studio Arnaboldi/Cavadini di Locarno vinsero un concorso internazionale di design per il masterplan degli spazi espositivi. Il 12 giugno dello stesso anno fu reso pubblico un sondaggio da parte del consiglio comunale che mostrava solo il 51,5 % dei residenti dell'area come favorevoli all'Expo.
Il 5 maggio 1994, venne creata una nuova società dall'esecutivo di Bonn, la Gesellschaft zur Vorbereitung und Durchführung der Weltausstellung EXPO 2000 in Hannover (EXPO 2000 Hanover GmbH). Capitanata dal presidente Helmut Werner, la società fu responsabile della costruzione e della gestione della fiera.
Nel 1995 la commissione di supervisione accettò il concetto per le tematiche della fiera e le costruzioni iniziarono infine il 22 aprile 1996.
Diversamente dai precedenti Expo, che focalizzavano l'attenzione sul progresso tecnologico e scientifico del momento, l'Expo 2000 focalizzò maggiormente sullo sviluppo e la presentazione di soluzioni per il futuro.

## Partecipanti
Alla Expo 2000 di Hannover presero parte 155 entità tra nazioni e enti.
| Paesi partecipanti | Paesi partecipanti  | Paesi partecipanti        | Paesi partecipanti |
| Asia               | Asia                | Asia                      | Asia               |
| ------------------ | ------------------- | ------------------------- | ------------------ |
| Azerbaigian        | Bangladesh          | Bhutan                    | Brunei             |
| Cambogia           | Cina                | India                     | Indonesia          |
| Iran               | Israele             | Giappone                  | Giordania          |
| Corea del Sud      | Kirghizistan        | Laos                      | Malaysia           |
| Mongolia           | Nepal               | Pakistan                  | Palestina          |
| Filippine          | Singapore           | Sri Lanka                 | Siria              |
| Tagikistan         | Thailandia          | Emirati Arabi Uniti       | Uzbekistan         |
| Vietnam            | Yemen               |                           |                    |
| Africa             |                     |                           |                    |
| Angola             | Benin               | Botswana                  | Burkina Faso       |
| Burundi            | Camerun             | Capo Verde                | Rep. Centrafricana |
| Ciad               | Costa d'Avorio      | RD del Congo              | Gibuti             |
| Eritrea            | Etiopia             | Gabon                     | Gambia             |
| Ghana              | Guinea              | Guinea-Bissau             | Kenya              |
| Lesotho            | Libia               | Madagascar                | Malawi             |
| Mali               | Mauritania          | Mauritius                 | Marocco            |
| Mozambico          | Namibia             | Niger                     | Nigeria            |
| Ruanda             | São Tomé e Príncipe | Senegal                   | Seychelles         |
| Sudafrica          | Sudan               | eSwatini                  | Tanzania           |
| Togo               | Tunisia             | Uganda                    | Zambia             |
| Zimbabwe           |                     |                           |                    |
| Europa             |                     |                           |                    |
| Albania            | Andorra             | Armenia                   | Austria            |
| Bielorussia        | Belgio              | Bosnia ed Erzegovina      | Bulgaria           |
| Croazia            | Cipro               | Rep. Ceca                 | Danimarca          |
| Estonia            | Finlandia           | Francia                   | Georgia            |
| Germania           | Grecia              | Ungheria                  | Islanda            |
| Irlanda            | Italia              | Lettonia                  | Liechtenstein      |
| Lituania           | Lussemburgo         | Macedonia                 | Malta              |
| Moldavia           | Monaco              | Paesi Bassi               | Norvegia           |
| Polonia            | Portogallo          | Romania                   | Russia             |
| Slovacchia         | Slovenia            | Spagna                    | Svezia             |
| Svizzera           | Turchia             | Ucraina                   | Regno Unito        |
| Americhe           |                     |                           |                    |
| Argentina          | Barbados            | Bolivia                   | Brasile            |
| Canada             | Colombia            | Costa Rica                | Cuba               |
| Rep. Dominicana    | Dominica            | Ecuador                   | El Salvador        |
| Grenada            | Guatemala           | Guyana                    | Haiti              |
| Honduras           | Giamaica            | Messico                   | Nicaragua          |
| Panama             | Paraguay            | Saint Vincent e Grenadine | Trinidad e Tobago  |
| Venezuela          |                     |                           |                    |
| Oceania            |                     |                           |                    |
| Australia          | Kiribati            | Papua Nuova Guinea        | Samoa              |
| Isole Salomone     | Tuvalu              | Vanuatu                   |                    |

Presero inoltre parte all'evento le seguenti organizzazioni internazionali:
| - Associazione delle nazioni del sudest asiatico - Comunità caraibica - Comitato interstatale permanente per il controllo della siccità nel Sahel - Agenzia spaziale europea - Unione europea - European Economic Representation of Interests - Tirolo, Alto Adige e Trentino - Autorità intergovernativa per lo sviluppo - Inter-american Development Bank - Lega araba | - Croce Rossa e Mezzaluna Rossa Internazionale - Comitato Olimpico Internazionale - Banca Islamica di Sviluppo - Organizzazione per la cooperazione e lo sviluppo economico - Organizzazione della coopearazione islamica - Comunità di sviluppo dell'Africa Australe - Forum delle isole del Pacifico - Organizzazione delle Nazioni Unite - Banca internazionale per la ricostruzione e lo sviluppo |

### Padiglioni nazionali
Le 46 nazioni africane si presentarono in un unico padiglione col motto Il dono dell'Africa. Due gruppi di Paesi erano presenti con progetti comuni; in particolare i paesi facenti parte della SADC portarono la propria esperienza sullo sfruttamento dell'acqua, mentre gli stati del CILSS si focalizzarono sullo sfruttamento del deserto. Molto particolare la scelta del Kenya di presentare una fattoria di farfalle.
Grandi assenti della manifestazione furono gli Stati Uniti che per la prima volta non parteciparono a una Expo con un proprio padiglione. Da notare anche l'assenza di Cile, Perù, Afghanistan, Algeria ed Egitto.

## Visitatori
Expo 2000 Hannover registrò la presenza di 18 milioni di visitatori. Questo dato viene considerato un vero e proprio fallimento, specialmente considerando un obiettivo di più di 40 milioni di visitatori.

## Immagine della Expo

### Mascotte

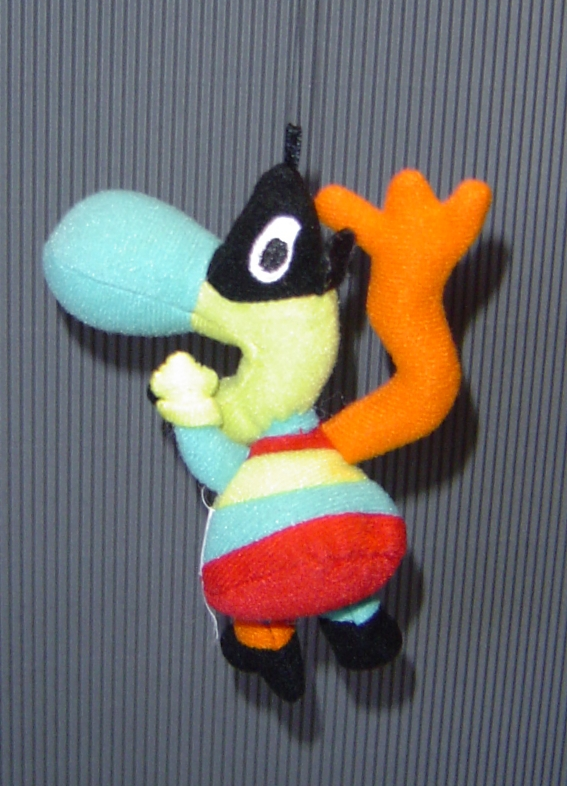
La mascotte Twipsy

La mascotte della Expo 2000 si chiamava Twipsy. Disegnato da Javier Mariscal, venne scelta tra venti progetti di designer invitati ad un concorso apposito. Il pupazzo rappresenta i tre temi dell'esposizione: Uomo, Natura e Tecnologia; secondo le intenzioni dell'autore è un'entità proveniente da un lontano passato, contemporaneo al Big Bang. Twipsy è una scintilla divenuta stella, una cellula, un invertebrato, un rettile, un mammifero. Anche esteticamente riprende temi del passato quali la pittura di Mirò, Calder e Kandinsky. La mascotte è stata anche protagonista di una serie animata.

### Colonna sonora
La realizzazione di una colonna sonora ufficiale dell'Expo è stata curata dai Kraftwerk.

## Selezione della città organizzatrice
Il 14 giugno 1990 il BIE assegnò l'Expo 2000 alla città di Hannover, che superò la candidatura di Toronto per un solo voto (21 a 20). Tra le candidate figurava anche la città italiana di Venezia che però rinunciò a pochi giorni dalla votazione finale.
| Hannover | Germania | 21 |
| Toronto  | Canada   | 20 |